# Cheilotrichia umiat
Cheilotrichia umiat là một loài ruồi trong họ Limoniidae. Chúng phân bố ở miền Tân bắc.